# L'ultimo viaggio della Canaria
L'ultimo viaggio della Canaria è un romanzo storico di memorie familiari, scritto da Francesca Duranti e pubblicato nel 2003. Nel 2004 il libro ha vinto il Premio letterario nazionale per la donna scrittrice.

## Trama
La vicenda ha inizio a Genova, con la nascita di Eleonora, quinta e ultima figlia di un armatore, Giuseppe Bianchi. L'evento è da collocarsi negli anni 1860-1862. La scomparsa della madre, quando Eleonora ha tre anni, la presenza amorevole della balia Umilina, la difficoltà dei fratelli maggiori (e soprattutto delle sorelle Raffaella e Bettina) ad incidere efficacemente sull'educazione della piccola, creano i presupposti per una certa diversità nella giovinetta, rispetto all'ambiente della Genova borghese. Eleonora viene educata alla pittura da un maestro piuttosto originale, tale Maralli, non ha corteggiatori e vive intensamente l'idea del mare, che dipinge e sogna di percorrere sui velieri paterni.
Un giovane, Sebastiano Garrone, ritenuto un po' scapestrato (aveva combattuto come volontario con Garibaldi), un giorno vede Eleonora e ne è conquistato. Quando a sua volta conosce il giovane, anche lei corrisponde subito all'amore e, tra l'accettazione generale, i due si sposano e hanno subito una figlia, Iride. Tuttavia Sebastiano, che pure appartiene a una buona e solida famiglia, ha lui pure il desiderio di navigare e riceve un contratto come ufficiale sulle navi del suocero. I viaggi non sono lunghi, finché non arriva il momento di imbarcarsi sulla Canaria, il più bello e valido dei velieri della ditta Bianchi, che fa ogni anno un viaggio fino in Inghilterra, poi attraversa l'Atlantico e compie due scali (New York e New Orleans) e ritorna per l'autunno. In caso di maltempo, il veliero può portarsi ulteriormente a sud e torna a dicembre, dopo aver toccato il Brasile o l'Africa, a seconda delle circostanze.
Sebastiano è felicissimo di partire e presagendo che un giorno sarà capitano, promette ad Eleonora che viaggeranno insieme. Ma la Canaria, nell'autunno e nell'inverno, non fa ritorno e non ci sono notizie di un naufragio. Eleonora è rimasta incinta e mette al mondo una seconda bambina, chiamata Ezzelina, in omaggio a una vecchia e facoltosa zia. La giovane ha deciso che Sebastiano un giorno tornerà, ma che fino ad allora si adatterà a impersonare la parte di una donna seria e precisa, nascondendo in sé il lato più passionale. Così il numeroso gruppo familiare si accorge della sua avvedutezza e della buona conduzione della sua piccola famiglia. Solo la sera, quando si ritira con Umilina, si lascia andare a quello che serba in se stessa e a poco vale che anche la balia sia convinta della morte di Sebastiano.
Iride ed Ezzelina sono splendidamente educate alla musica. A diciassette anni Iride ha il suo primo corteggiatore, Francesco Rossi, uomo non bello e decisamente più vecchio. In passato, assieme al cugino Giovanni Semeria, Francesco aveva frequentato la giovanissima Eleonora, in un rapporto da amici e vicini di casa a Bordighera, fatto di musica e grandi letture. Ora Iride è felice di sposarlo, incantata dall'amore che lui le dimostra e dalla delicatezza con cui lo esprime. Gli sposi hanno subito un figlio, Paolo, e qualche anno dopo, Vincenzo, detto Enzo. La famiglia è serena, per quanto Francesco debba superare molte difficoltà: avvocato socialista, spesso assume cause di scioperanti, rischiose e non redditizie. Viene eletto al Parlamento e deve trascorrere periodi a Roma; le sostanze della moglie, abilmente amministrate da Eleonora, sono un fondamentale pilastro nell'economia familiare.
Il figlio Paolo, nato il 15 settembre 1900, segue le orme paterne e diviene avvocato, non appena finita la prima guerra mondiale. La stagione postbellica impone ai Rossi anche la scelta di essere antifascisti e ciò comporta altri rischi, quali la distruzione dello studio e, con il tempo, la proibizione di pubblicare testi di natura politica. Invece Enzo, fratello minore di Paolo, dedito per diletto alla critica musicale, si assume il compito di portare avanti lo studio legale di famiglia, offrendo sempre a padre e fratello un porto ove trovare qualche cliente non troppo avverso ai due. Dal canto loro, le donne (Eleonora, Iride ed Ezzelina, sposata senza figli a un cugino) garantiscono con l'investimento nei rimorchiatori del porto di Genova una base solida, fondata sul buon accordo del piccolo gruppo. Ormai i velieri sono scomparsi e solo nel ricordo di Eleonora rimane viva la bellissima Canaria.
Il matrimonio di Paolo non avviene prima del 1934, dopo che ha conosciuto una giovane genovese, Giuseppina Bagnara, detta Giugi. Figlia di Attilio, facoltoso imprenditore, cresciuta come un maschio, di natura molto energica, Giugi ottiene tutto ciò che vuole dal padre, uomo piuttosto conflittuale che non ha evitato dispiaceri alla moglie Maria e ha persino rotto i rapporti con il brillante cognato Riccardo Gualino. Con il tempo, la fortuna dei Bagnara si rivelerà effimera, intanto però Giugi affianca Paolo, assumendosi ogni incombenza domestica: mette in sesto case, organizza la famiglia e segue il marito nei suoi spostamenti politici, guidando personalmente l'automobile. La nascita nel 1936 della prima figlia Maria Francesca e due anni dopo di Marina, comporta l'assunzione di balie e governanti e crea intorno alle piccole un ambiente plurilingue. Finché, allo scoppio della seconda guerra mondiale, per iniziativa di Giugi, la famiglia si trasferisce a Gattaiola, vicino a Lucca, in una villa dal lungo passato storico.
La villa di Gattaiola viene resa abitabile, i campi circostanti sono convertiti a coltivazioni di emergenza e a pascolo. La preveggenza di Giugi costituisce motivo di ammirazione, dato che, ben presto, si trasferiscono colà numerosi parenti (Eleonora, Iride e Francesco) e moltissimi conoscenti bisognosi di rifugio, molto spesso in attesa di un espatrio. Oltre che plurilingue, la comunità è costituita da appartenenti alle più disparate idee e religioni. Francesca e Marina si relazionano con tutti e, dall'armistizio, in prevalenza con nonni e bisnonna, perché Paolo è coinvolto nella Resistenza italiana e riprende l'attività politica. È quindi spesso assente e con lui la moglie Giugi. Quando la guerra finisce, la casa si svuota e la prima a voler partire è Eleonora, perciò le ragazzine restano in compagnia dei numerosi domestici e di qualche vicino. Ma i giorni di Eleonora sono tanti e ormai per lei non c'è più bisogno di nascondere che aspetta Sebastiano. Un giorno del 1948 riceve una telefonata da Paolo e lo scambia per il marito in arrivo. Manda a prendere due mazzi di rose per riceverlo, poi si spegne serenamente nel suo letto. La dodicenne Francesca riceve da sola la notizia: sa che deve gridare a tutti che la Canaria è tornata.

## Personaggi
- Giuseppe Bianchi, armatore di Genova, padre di Raffaella, Bettina, Egisto, Saverio ed Eleonora; è proprietario di alcuni velieri di varie grandezze, tra cui la Raffaella, la Eleonora e la Canaria.
- Eleonora, ultima figlia di Giuseppe, cresce con una balia di nome Umilina, a causa della precoce perdita della madre.
- Sebastiano Garrone, giovane appartenente a una famiglia di commercianti genovesi di generi coloniali; sposa Eleonora Bianchi.
- Francesco Rossi, ragazzo di Bordighera, con il cugino Giovanni diviene amico di Eleonora, quando ancora non è sposata; diverrà avvocato e politico socialista.
- Giovanni Semeria, cugino fraterno di Francesco Rossi, condivide con lui l'amicizia per Eleonora; diverrà sacerdote e oratore.
- Iride Garrone, figlia primogenita di Eleonora e Sebastiano; educata dalla madre, rivelerà buone doti canore. Sposa Francesco Rossi, decisamente più vecchio di lei, ma molto innamorato e devoto alla famiglia.
- Ezzelina Garrone, secondogenita di Sebastiano ed Eleonora. Eredita una cospicua sostanza da una prozia (di nome Ezzelina) e sposa un cugino, Raffaele Bianchi, detto Rafaelin. Non hanno figli.
- Paolo Rossi, figlio primogenito di Francesco e Iride. A diciassette anni (1917), è nominato supplente dal Preside del suo liceo, carente di insegnanti a causa della  prima guerra mondiale. Segue le orme del padre in politica e nella professione di avvocato. La sua aperta ostilità al Fascismo gli attira numerose ritorsioni, compresa la proibizione di pubblicare saggi di natura politica o sociologica. Sposa Giuseppina Bagnara, detta Giugi, giovane molto più ricca di lui.
- Vincenzo Rossi, detto Enzo, fratello minore di Paolo. Appassionato di musica, collabora con riviste musicali e svolge di malavoglia la professione di avvocato.
- Irene Brin, nata Maria Vittoria  Rossi, cugina dal lato paterno di Paolo ed Enzo.
- Attilio Bagnara, imprenditore genovese, mette insieme una grossa fortuna. Sposa Maria Gualino e, per un certo tempo, si occupa di avviare alla professione il fratello minore della moglie, Riccardo Gualino. Da Maria ha la figlia Giuseppina e il figlio Ermillo, ma predilige la primogenita.
- Riccardo Gualino, il più giovane dei fratelli di Maria Gualino Bagnara. Iniziato agli affari dal cognato Attilio, presto si stacca e comincia una serie di avventure finanziarie e mondane che lo portano in tutto il mondo. Protagonista di clamorosi fallimenti, sempre si riprende.
- Giuseppina Bagnara, figlia di Attilio e Maria, nipote di Riccardo, sposa Paolo Rossi. Molto emancipata, abituata a frequentare ambienti elevati, si dimostrerà un'organizzatrice di prim'ordine nei duri anni della seconda guerra mondiale.
- Francesca Rossi, figlia primogenita di Paolo e Giugi, appare nel libro dalla nascita fino all'età di dodici anni.
- Marina Rossi, sorella minore di Francesca.

## Edizioni
- Francesca Duranti, L'ultimo viaggio della Canaria, Marsilio, Venezia 2003
- (SL)  Francesca Duranti, Canaria na zadnji plovbi,  trad. Irena Trenc-Frelih, Prešernova družba, Ljubljana 2009